# Funkcja celowa
Funkcja celowa – w zadaniach programowania liniowego liniowa funkcja, dla której szukane jest optymalne rozwiązanie minimum lub maksimum. Dla zdefiniowanego zadania programowania liniowego:
{\displaystyle X={x\in R^{n}:Ax=b,x>0}}
{\displaystyle \min[z=<c,x>]}
Funkcję celową można poddać przekształceniom:
1. zadanie maksymalizacji można zastąpić równoważnym zadaniem minimalizacji poprzez zamianę znaku we współczynniku {\displaystyle \max(c,x)=-\min(-c,x).}
2. składniki stałe niezależne od x można pominąć
3. zmienne nieustalonego znaku można zastąpić sumą dwóch zmiennych o przeciwstawnych znakach
{\displaystyle x_{j}=x_{j}^{+}+x_{j}^{-}}
4. ograniczenia nierównościowe {\displaystyle (a_{i},x)<=b_{i}} można sprowadzić do równań poprzez dodanie dopełniających zmiennych

{\displaystyle <a_{i},x>+x_{n+1}=b_{i}}